# Jennie Öberg
Jennie Öberg (* 4. November 1989 in Piteå) ist eine ehemalige schwedische Skilangläuferin.

## Werdegang
Öberg trat bis 2009 bei Juniorenrennen an. Seit 2009 nahm sie am Skilanglauf-Weltcup und am Scandinavian-Cup teil. Dabei holte sie im Februar 2014 im Sprint in Madona ihren ersten Sieg im Scandinavian Cup und errang in der Saison 2013/14 den fünften Platz in der Gesamtwertung Ihr erstes Weltcuprennen lief sie im November 2010 in Gällivare, welches sie mit dem 61. Platz über 10 km Freistil abschloss. Im Januar 2011 holte sie in Liberec mit dem neunten Platz im Sprint ihre ersten Weltcuppunkte. Bei den U23-Weltmeisterschaften 2011 in Otepää und 2012 in Erzurum gewann sie Bronze im Sprint. Die Tour de Ski 2012/13 beendete sie auf dem 43. Rang. Im Januar 2013 wurde sie schwedische Meisterin zusammen mit Charlotte Kalla im Teamsprint. Ihre beste Platzierung in der Saison 2013/14 in einem Weltcuprennen war im Januar in Nové Mesto mit dem siebenten Rang im Sprint. In der Saison 2014/15, den sie auf den 11. Platz im Sprintweltcup beendete, kam sie bei allen teilgenommenen Weltcuprennen in die Punkteränge. Im Januar 2015 gelang ihr in Rybinsk ebenfalls im Sprint ihr erster Weltcupsieg. Bei den nordischen Skiweltmeisterschaften 2015 in Falun belegte sie den 37. Platz über 10 km Freistil. Ebenfalls in der Saison wurde sie schwedische Meisterin mit der Staffel und zusammen mit Charlotte Kalla im Teamsprint. In der Saison 2015/16 kam sie im Weltcup sechsmal in die Punkteränge. Ihre beste Saisonplatzierung im Weltcup war der fünfte Platz im Sprint in Stockholm. Bei den schwedischen Meisterschaften 2016 gewann sie wie im Vorjahr mit der Staffel und Silber zusammen mit Charlotte Kalla im Teamsprint. Auch im folgenden Jahr wurde sie Meisterin mit der Staffel. Bei der Tour de Ski 2017/18 errang sie den 25. Platz.

## Erfolge

### Weltcupsiege im Einzel
| Nr. | Datum           | Ort     | Disziplin              |
| --- | --------------- | ------- | ---------------------- |
| 1.  | 24. Januar 2015 | Rybinsk | 1,3 km Sprint Freistil |

### Siege bei Continental-Cup-Rennen
| Nr. | Datum            | Ort    | Disziplin       | Serie            |
| --- | ---------------- | ------ | --------------- | ---------------- |
| 1.  | 19. Februar 2014 | Madona | Sprint Freistil | Scandinavian Cup |

## Platzierungen im Weltcup

### Weltcup-Statistik
Die Tabelle zeigt die erreichten Platzierungen im Einzelnen.
- 1.–3. Platz: Anzahl der Podiumsplatzierungen
- Top 10: Anzahl der Platzierungen unter den ersten zehn
- Punkteränge: Anzahl der Platzierungen innerhalb der Punkteränge
- Starts: Anzahl gelaufener Rennen in der jeweiligen Disziplin
- Hinweis: Bei den Distanzrennen erfolgt die Einordnung gemäß FIS.

| Platzierung         | Distanzrennen a | Distanzrennen a | Distanzrennen a | Distanzrennen a | Distanzrennen a | Skiathlon Verfolgung | Sprint | Etappen- rennen b | Gesamt | Team   | Team    |
| Platzierung         | ≤ 5 km          | ≤ 10 km         | ≤ 15 km         | ≤ 30 km         | > 30 km         | Skiathlon Verfolgung | Sprint | Etappen- rennen b | Gesamt | Sprint | Staffel |
| ------------------- | --------------- | --------------- | --------------- | --------------- | --------------- | -------------------- | ------ | ----------------- | ------ | ------ | ------- |
| 1. Platz            |                 |                 |                 |                 |                 |                      | 1      |                   | 1      |        |         |
| 2. Platz            |                 |                 |                 |                 |                 |                      |        |                   |        |        |         |
| 3. Platz            |                 |                 |                 |                 |                 |                      |        |                   |        |        |         |
| Top 10              |                 |                 |                 |                 |                 |                      | 6      |                   | 6      | 1      | 1       |
| Punkteränge         | 2               | 5               |                 | 1               |                 | 3                    | 27     | 1                 | 39     | 2      | 2       |
| Starts              | 6               | 13              | 1               | 2               |                 | 12                   | 38     | 5                 | 77     | 2      | 2       |
| Stand: Karriereende |                 |                 |                 |                 |                 |                      |        |                   |        |        |         |

### Weltcup-Gesamtplatzierungen
| Saison  | Gesamt | Gesamt | Distanz | Distanz | Sprint | Sprint |
| Saison  | Punkte | Platz  | Punkte  | Platz   | Punkte | Platz  |
| ------- | ------ | ------ | ------- | ------- | ------ | ------ |
| 2010/11 | 46     | 63.    | –       | –       | 46     | 42.    |
| 2011/12 | –      | –      | –       | –       | –      | –      |
| 2012/13 | 30     | 82.    | 2       | 85.     | 28     | 51.    |
| 2013/14 | 61     | 66.    | 3       | 84.     | 58     | 39.    |
| 2014/15 | 197    | 35.    | 27      | 61.     | 170    | 11.    |
| 2015/16 | 112    | 42.    | 7       | 72.     | 105    | 24.    |
| 2016/17 | 39     | 71.    | 3       | 87.     | 36     | 39.    |
| 2017/18 | 42     | 73.    | 14      | 65.     | 4      | 68.    |
| 2018/19 | 1      | 117.   | –       | –       | 1      | 83.    |
| 2019/20 | 20     | 81.    | –       | –       | 20     | 55.    |